# Youth With You 3
Youth With You 3 (chinês: 青春有你 3; pinyin: Qīngchūn yǒu nǐ 3) é a quarta temporada do programa Idol Producer, lançada em 18 de fevereiro de 2021 na iQiyi. O programa conta com Li Yuchun como apresentadora juntamente com Lisa, Will Pan e Li Ronghao como mentores e Yu Shuxin como tutora da juventude. O programa conta inicialmente com 119 trainees masculinos dos quais nove seriam selecionadas por voto dos espectadores para formar um grupo temporário. A final aconteceria em 8 de maio de 2021 mas foi oficialmente cancelada por ordem do governo chinês. Mesmo após o cancelamento do programa, no dia 25 de julho de 2021 foi anunciado o grupo IXFORM, contendo os vencedores do programa.

## Mentores
- Li Yuchun — PD da Juventude / Apresentadora
- Lisa — Mentora de dança

- Li Ronghao — Mentor de canto

- Will Pan — Mentor de rap
- Yu Shuxin — Tutora da juventude (Youth Tutor)

## Participantes
Legenda
- Top 9 da semana
- Deixou o programa
- Eliminado no Episódio 10
- Eliminado no Episódio 16
- Eliminado no Episódio 20
- Eliminado no Episódio 23 (Final)
- Integrantes do IXFORM

| Empresa                                                     | Nome                                | Avaliações dos mentores | Avaliações dos mentores | Rankings          | Rankings          | Rankings          | Rankings          | Rankings          | Rankings          | Rankings          | Rankings          | Rankings          | Rankings          | Rankings          | Rankings          | Rankings          |
| Empresa                                                     | Nome                                | 1                       | 2                       | E02               | E04               | E06               | E10               | E10               | E12               | E16               | E16               | E20               | E20               | E23               | E23               | Final             |
| Empresa                                                     | Nome                                | 1                       | 2                       | #                 | #                 | #                 | #                 | Votos             | #                 | #                 | Votos             | #                 | Votos             | #                 | Votos             | Final             |
| ----------------------------------------------------------- | ----------------------------------- | ----------------------- | ----------------------- | ----------------- | ----------------- | ----------------- | ----------------- | ----------------- | ----------------- | ----------------- | ----------------- | ----------------- | ----------------- | ----------------- | ----------------- | ----------------- |
| Trainees Independentes                                      | Liu Jun (刘隽)                      | A                       | A                       | 7                 | 9                 | 8                 | 8                 | 7,763,643         | 8                 | 9                 | 8,808,048         | 12                | 3,574,126         |                   |                   |                   |
| Trainees Independentes                                      | Huang Hongming / Alan (黄泓铭)      | N                       | N                       | 43                | 53                | 56                | 37                | 1,586,857         | 24                | 34                | 4,534,665         | 32                | Eliminado         | Eliminado         | Eliminado         | 32                |
| Trainees Independentes                                      | Gong Yixing / Owen (龚毅星)         | N                       | C                       | 40                | 49                | 51                | 47                | 1,159,201         | 28                | 39                | Eliminado         | Eliminado         | Eliminado         | Eliminado         | Eliminado         | 39                |
| RADiANT PiCTURES (光芒影业)                                 | Yan Xi / Liam (彦希)                | C                       | C                       | 13                | 18                | 22                | 20                | 2,759,818         | 20                | 31                | 4,853,210         | 28                | Eliminado         | Eliminado         | Eliminado         | 28                |
| DngD (咚那个咚)                                             | Chen Zilong (陈子龙)                | N                       | N                       | 103               | 114               | 113               | Eliminado         | Eliminado         | Eliminado         | Eliminado         | Eliminado         | Eliminado         | Eliminado         | Eliminado         | Eliminado         | 64 - 118          |
| Original Stone Music (原石音乐)                             | Wu Yue / May (武悦)                 | C                       | C                       | 109               | 101               | 108               | Eliminado         | Eliminado         | Eliminado         | Eliminado         | Eliminado         | Eliminado         | Eliminado         | Eliminado         | Eliminado         | 64 - 118          |
| Astro Music (星宇愔乐)                                      | Yu Jingtian / Tony (余景天)         | A                       | A                       | 2                 | 1                 | 1                 | 1                 | 19,486,372        | 1                 | 1                 | 19,504,390        | 1                 | 13,559,007        | Deixou o programa | Deixou o programa | Deixou o programa |
| avex China (爱贝克思)                                       | Xu Ziwei (徐子未)                   | A                       | C                       | 93                | 25                | 15                | 13                | 4,206,613         | 29                | 17                | 6,968,144         | 17                | 3,377,588         |                   |                   |                   |
| B.K. Entertainment (彬稞娱乐)                               | Bai Lu (白陆)                       | B                       | C                       | 65                | 82                | 60                | 55                | 984,809           | 34                | 36                | 3,879,158         | Eliminado         | Eliminado         | Eliminado         | Eliminado         | 36                |
| B/G ENTERTAINMENT (黑金计划)                                | Wang Nanjun / Krystian (王南钧)     | B                       | B                       | 36                | 24                | 25                | 24                | 2,306,340         | 26                | 25                | 6,192,866         | 20                | 3,258,319         |                   |                   |                   |
| B/G ENTERTAINMENT (黑金计划)                                | Li Qin / Kin (李钦)                 | C                       | N                       | 60                | 42                | 43                | 45                | 1,256,374         | 14                | 24                | 6,254,348         | 35                | Eliminado         | Eliminado         | Eliminado         | 35                |
| B/G ENTERTAINMENT (黑金计划)                                | Li Shuo / Joker (李硕)              | C                       | N                       | 80                | 69                | 88                | Eliminado         | Eliminado         | Eliminado         | Eliminado         | Eliminado         | Eliminado         | Eliminado         | Eliminado         | Eliminado         | 64 - 118          |
| B/G ENTERTAINMENT (黑金计划)                                | Ying Chenxi / Layzon (应晨熙)       | C                       | B                       | 47                | 56                | 81                | Eliminado         | Eliminado         | Eliminado         | Eliminado         | Eliminado         | Eliminado         | Eliminado         | Eliminado         | Eliminado         | 64 - 118          |
| Banana Entertainment (香蕉娱乐)                             | Jiang Jingzuo (姜京佐)              | C                       | A                       | 8                 | 13                | 14                | 17                | 3,572,457         | 23                | 19                | 6,829,571         | 22                | 2,955,138         | Eliminado         | Eliminado         | 22                |
| Banana Entertainment (香蕉娱乐)                             | Zhao Jinyao / S.Titch (赵瑾尧)      | N                       | B                       | 67                | 66                | 65                | 43                | 1,277,683         | 58                | 59                | Eliminado         | Eliminado         | Eliminado         | Eliminado         | Eliminado         | 59                |
| BF Entertainment (大脸娱乐)                                 | Wei Hongyu (魏宏宇)                 | A                       | N                       | 84                | 4                 | 4                 | 6                 | 11,865,745        | 32                | 37                | 3,779,751         | Eliminado         | Eliminado         | Eliminado         | Eliminado         | 37                |
| ChengMengWenHua (程梦文化)                                  | Ke Er / Cole (柯尔)                 | N                       | N                       | 118               | 48                | 58                | 46                | 1,179,272         | 41                | 44                | Eliminado         | Eliminado         | Eliminado         | Eliminado         | Eliminado         | 44                |
| Chenfan Entertainment (宸帆娱乐)                            | Zhong Fulin / Jony (钟福林)         | N                       | N                       | 91                | 71                | 59                | Eliminado         | Eliminado         | Eliminado         | Eliminado         | Eliminado         | Eliminado         | Eliminado         | Eliminado         | Eliminado         | 64 - 118          |
| Beijing Chunyin Culture Media Co., Ltd. (刍音文化)          | Zhang Siyuan / G.G (张思源)         | B                       | C                       | 24                | 17                | 19                | 19                | 2,782,709         | 40                | 18                | 6,868,656         | 23                | 2,879,159         | Eliminado         | Eliminado         | 23                |
| CIWEN MEDIA (慈文影视)                                      | Deng Zeming / Jeremy (邓泽鸣)       | B                       | B                       | 15                | 20                | 20                | 21                | 2,704,956         | 19                | 23                | 6,265,579         | 24                | Eliminado         | Eliminado         | Eliminado         | 24                |
| D.WANG MEDIA (大王娱乐)                                     | Cao Yuxue (曹宇雪)                  | C                       | C                       | 116               | 102               | 115               | Eliminado         | Eliminado         | Eliminado         | Eliminado         | Eliminado         | Eliminado         | Eliminado         | Eliminado         | Eliminado         | 64 - 118          |
| D.WANG MEDIA (大王娱乐)                                     | Li Tianqi (李天琪)                  | B                       | B                       | 89                | 103               | 112               | Eliminado         | Eliminado         | Eliminado         | Eliminado         | Eliminado         | Eliminado         | Eliminado         | Eliminado         | Eliminado         | 64 - 118          |
| D.WANG MEDIA (大王娱乐)                                     | Li Zichen / Lion Lee (李子晨)       | C                       | C                       | 110               | 116               | 117               | Eliminado         | Eliminado         | Eliminado         | Eliminado         | Eliminado         | Eliminado         | Eliminado         | Eliminado         | Eliminado         | 64 - 118          |
| D.WANG MEDIA (大王娱乐)                                     | Zhao Mingxuan (赵明轩)              | C                       | C                       | 112               | 115               | 118               | Eliminado         | Eliminado         | Eliminado         | Eliminado         | Eliminado         | Eliminado         | Eliminado         | Eliminado         | Eliminado         | 64 - 118          |
| DMDF (大美德丰)                                             | Ka Si / Cass (卡斯)                 | C                       | B                       | 31                | 45                | 57                | Eliminado         | Eliminado         | Eliminado         | Eliminado         | Eliminado         | Eliminado         | Eliminado         | Eliminado         | Eliminado         | 64 - 118          |
| DMDF (大美德丰)                                             | Chen Dingding / DING (陈鼎鼎)       | C                       | C                       | 18                | 28                | 37                | 49                | 1,115,283         | 52                | 52                | Eliminado         | Eliminado         | Eliminado         | Eliminado         | Eliminado         | 52                |
| DMDF (大美德丰)                                             | Qi Ha / Husky (七哈)                | C                       | B                       | 26                | 33                | 47                | Eliminado         | Eliminado         | Eliminado         | Eliminado         | Eliminado         | Eliminado         | Eliminado         | Eliminado         | Eliminado         | 64 - 118          |
| DMDF (大美德丰)                                             | Shi Qijun / MR.17 (十七君)          | C                       | C                       | 30                | 41                | 53                | Eliminado         | Eliminado         | Eliminado         | Eliminado         | Eliminado         | Eliminado         | Eliminado         | Eliminado         | Eliminado         | 64 - 118          |
| DMDF (大美德丰)                                             | Cui Yunfeng / Otter (崔云峰)        | C                       | A                       | 25                | 34                | 44                | 54                | 996,506           | 42                | 42                | Eliminado         | Eliminado         | Eliminado         | Eliminado         | Eliminado         | 42                |
| Emperor (Beijing) Culture Development Co., Ltd. (英皇娱乐)  | Yu Yanlong (余衍隆)                 | C                       | C                       | 50                | 67                | 82                | Eliminado         | Eliminado         | Eliminado         | Eliminado         | Eliminado         | Eliminado         | Eliminado         | Eliminado         | Eliminado         | 64 - 118          |
| FancyTown Culture (范堂文化)                                | Wang Jiachen (汪佳辰)               | B                       | C                       | 63                | 60                | 45                | 27                | 1,959,790         | 17                | 30                | 4,916,834         | 27                | Eliminado         | Eliminado         | Eliminado         | 27                |
| Gramarie Entertainment (果然娱乐)                           | Hu Xuanhao / SoNeX (胡轩豪)         | N                       | B                       | 108               | 110               | 101               | Eliminado         | Eliminado         | Eliminado         | Eliminado         | Eliminado         | Eliminado         | Eliminado         | Eliminado         | Eliminado         | 64 - 118          |
| HAOHAN Entertainment (浩瀚娱乐)                             | Chang Huasen / Waston (常华森)      | N                       | N                       | 11                | 15                | 17                | 16                | 3,580,551         | 9                 | 10                | 8,788,404         | 10                | 3,655,594         |                   |                   |                   |
| HAOHAN Entertainment (浩瀚娱乐)                             | Liu Guanyou / Neil (刘冠佑)         | B                       | A                       | 44                | 83                | 85                | 32                | 1,836,217         | 12                | 13                | 8,385,629         | 6                 | 4,325,637         |                   |                   |                   |
| HAOHAN Entertainment (浩瀚娱乐)                             | Liu Junhao / Kaiden (刘俊昊)        | N                       | N                       | 42                | 58                | 68                | 48                | 1,120,631         | 45                | 45                | Eliminado         | Eliminado         | Eliminado         | Eliminado         | Eliminado         | 45                |
| HAOHAN Entertainment (浩瀚娱乐)                             | Li Tianyi (李添翼)                  | N                       | N                       | 104               | 118               | 73                | Eliminado         | Eliminado         | Eliminado         | Eliminado         | Eliminado         | Eliminado         | Eliminado         | Eliminado         | Eliminado         | 64 - 118          |
| HAOHAN Entertainment (浩瀚娱乐)                             | Zhang Shuaibo (张帅博)              | N                       | C                       | 71                | 95                | 100               | Eliminado         | Eliminado         | Eliminado         | Eliminado         | Eliminado         | Eliminado         | Eliminado         | Eliminado         | Eliminado         | 64 - 118          |
| HAOHAN Entertainment (浩瀚娱乐)                             | Bao Han / Kepler (包涵)             | N                       | N                       | 49                | 89                | 104               | Eliminado         | Eliminado         | Eliminado         | Eliminado         | Eliminado         | Eliminado         | Eliminado         | Eliminado         | Eliminado         | 64 - 118          |
| HEDGEHOG BROTHERS (刺猬兄弟)                                | Wang Haoxuan / WD (王浩轩)          | C                       | C                       | 27                | 21                | 26                | 35                | 1,727,882         | 50                | 49                | Eliminado         | Eliminado         | Eliminado         | Eliminado         | Eliminado         | 49                |
| Beijing Lan Mei Tailor Made Production Culture (海西星生)   | Han Jingde / Hans (韩竞德)          | N                       | N                       | 56                | 35                | 41                | 50                | 1,055,870         | 55                | 55                | Eliminado         | Eliminado         | Eliminado         | Eliminado         | Eliminado         | 55                |
| Hot Idol (好好榜样)                                         | Chen Yugeng / Crayon (陈誉庚)       | N                       | B                       | 32                | 36                | 33                | 28                | 1,913,094         | 30                | 20                | 6,791,387         | 21                | 3,180,609         | Eliminado         | Eliminado         | 21                |
| HKBX Entertainment (花开半夏文化传媒)                       | Zi Yu (梓渝)                        | C                       | C                       | 20                | 27                | 28                | 22                | 2,618,042         | 18                | 21                | 6,572,007         | 31                | Eliminado         | Eliminado         | Eliminado         | 31                |
| HKBX Entertainment (花开半夏文化传媒)                       | Zheng Xingyuan (郑星源)             | B                       | B                       | 23                | 31                | 34                | 31                | 1,867,200         | 22                | 27                | 5,237,392         | 34                | Eliminado         | Eliminado         | Eliminado         | 34                |
| HKBX Entertainment (花开半夏文化传媒)                       | Han Ruize (韩瑞泽)                  | C                       | N                       | 94                | 88                | 75                | 58                | 941,419           | 60                | 60                | Eliminado         | Eliminado         | Eliminado         | Eliminado         | Eliminado         | 60                |
| HKBX Entertainment (花开半夏文化传媒)                       | Li Mingxu (黎明旭)                  | C                       | C                       | 55                | 63                | 74                | 56                | 955,851           | 57                | 57                | Eliminado         | Eliminado         | Eliminado         | Eliminado         | Eliminado         | 57                |
| HKBX Entertainment (花开半夏文化传媒)                       | Wan Yuchen / Yuchoen (万禹辰)       | C                       | B                       | 72                | 72                | 63                | 44                | 1,259,659         | 43                | 41                | Eliminado         | Eliminado         | Eliminado         | Eliminado         | Eliminado         | 41                |
| HUAYI BROTHERS FASHION (华谊兄弟时尚)                       | Wei Xingcheng / Vic Wei (魏星丞)    | N                       | C                       | 75                | 70                | 77                | 26                | 2,190,641         | 39                | 40                | Eliminado         | Eliminado         | Eliminado         | Eliminado         | Eliminado         | 40                |
| JS Entertainment (集笙文化)                                 | Xiao He / River (小河)              | N                       | N                       | 90                | 44                | 48                | Eliminado         | Eliminado         | Eliminado         | Eliminado         | Eliminado         | Eliminado         | Eliminado         | Eliminado         | Eliminado         | 64 - 118          |
| JH Entertainment (瑾和娱乐)                                 | Ayu (阿煜)                          | C                       | N                       | 28                | 30                | 24                | 33                | 1,816,188         | 51                | 51                | Eliminado         | Eliminado         | Eliminado         | Eliminado         | Eliminado         | 51                |
| Kss (快享星合)                                              | Aierfajin / Alpha (爱尔法·金)       | N                       | N                       | 39                | 59                | 72                | Eliminado         | Eliminado         | Eliminado         | Eliminado         | Eliminado         | Eliminado         | Eliminado         | Eliminado         | Eliminado         | 64 - 118          |
| Kss (快享星合)                                              | Wang Zi’ao / Hussein (王梓澳)       | N                       | Deixou o programa       | Deixou o programa | Deixou o programa | Deixou o programa | Deixou o programa | Deixou o programa | Deixou o programa | Deixou o programa | Deixou o programa | Deixou o programa | Deixou o programa | Deixou o programa | Deixou o programa | Deixou o programa |
| Kss (快享星合)                                              | Fu Xueyan / Fu (付雪岩)             | C                       | N                       | 88                | 79                | 79                | Eliminado         | Eliminado         | Eliminado         | Eliminado         | Eliminado         | Eliminado         | Eliminado         | Eliminado         | Eliminado         | 64 - 118          |
| Kss (快享星合)                                              | Zhou Junyu / Neil (周峻宇)          | N                       | C                       | 57                | 80                | 96                | Eliminado         | Eliminado         | Eliminado         | Eliminado         | Eliminado         | Eliminado         | Eliminado         | Eliminado         | Eliminado         | 64 - 118          |
| LT. ENTERTAINMENT (龙韬娱乐)                                | Zhong Junyi / ONE (钟骏一)          | C                       | B                       | 62                | 37                | 39                | 57                | 949,708           | 54                | 54                | Eliminado         | Eliminado         | Eliminado         | Eliminado         | Eliminado         | 54                |
| LaoyuVision (老鱼映画)                                      | Sun Yinghao / Kachine (孙滢皓)      | A                       | A                       | 29                | 12                | 11                | 11                | 5,577,701         | 6                 | 6                 | 10,002,859        | 5                 | 4,748,308         |                   |                   |                   |
| Ling You Jing Ji (领优经纪)                                 | IKELILI (艾克里里)                  | B                       | B                       | 9                 | 14                | 18                | 23                | 2,436,653         | 49                | 50                | Eliminado         | Eliminado         | Eliminado         | Eliminado         | Eliminado         | 50                |
| LIANHUAIWEI STUDIO (连淮伟工作室)                           | Lian Huaiwei (连淮伟)               | C                       | A                       | 4                 | 6                 | 6                 | 3                 | 13,167,230        | 3                 | 4                 | 12,537,143        | 3                 | 5,718,259         |                   |                   |                   |
| Live Nation                                                 | Yang Boni / Bernie (杨泊尼)         | N                       | C                       | 114               | 104               | 111               | Eliminado         | Eliminado         | Eliminado         | Eliminado         | Eliminado         | Eliminado         | Eliminado         | Eliminado         | Eliminado         | 64 - 118          |
| Live Nation                                                 | Yang Yuehan / Johan (杨约翰)        | B                       | C                       | 115               | 92                | 98                | Eliminado         | Eliminado         | Eliminado         | Eliminado         | Eliminado         | Eliminado         | Eliminado         | Eliminado         | Eliminado         | 64 - 118          |
| M-NATION (辰星娱乐)                                         | Duan Xingxing / X (段星星)          | A                       | A                       | 95                | 23                | 21                | 18                | 3,246,841         | 10                | 7                 | 9,627,172         | 8                 | 3,994,735         |                   |                   |                   |
| MANTRA PICTURES (工夫真言)                                  | Shi An (时安)                       | N                       | N                       | 101               | 113               | 116               | Eliminado         | Eliminado         | Eliminado         | Eliminado         | Eliminado         | Eliminado         | Eliminado         | Eliminado         | Eliminado         | 64 - 118          |
| Mavericks Entertainment (麦锐娱乐)                          | Cao Yu / BoogieFish (草鱼)          | C                       | B                       | 38                | 39                | 38                | 38                | 1,562,793         | 31                | 33                | 4,631,728         | 29                | Eliminado         | Eliminado         | Eliminado         | 29                |
| Mavericks Entertainment (麦锐娱乐)                          | Zhou Zijie (周子杰)                 | C                       | C                       | 83                | 55                | 46                | 41                | 1,351,205         | 56                | 58                | Eliminado         | Eliminado         | Eliminado         | Eliminado         | Eliminado         | 58                |
| summerstar (盛夏星空)                                       | Cao Zijun / Dream (曹子俊)          | N                       | C                       | 34                | 51                | 61                | Eliminado         | Eliminado         | Eliminado         | Eliminado         | Eliminado         | Eliminado         | Eliminado         | Eliminado         | Eliminado         | 64 - 118          |
| Shanghai ZUI Co., Ltd. (最世文化)                           | He Derui (何德瑞)                   | N                       | C                       | 68                | 98                | 35                | 25                | 2,215,470         | 15                | 16                | 7,089,700         | 18                | 3,275,178         |                   |                   |                   |
| MOUNTAINTOP (泰洋川禾)                                      | Yang Haojun / Lucas (杨皓钧)        | N                       | N                       | 74                | 96                | 106               | Eliminado         | Eliminado         | Eliminado         | Eliminado         | Eliminado         | Eliminado         | Eliminado         | Eliminado         | Eliminado         | 64 - 118          |
| M+ ENTERTAINMENT (木加互娱)                                 | Chen Junhao / Drcchen (陈俊豪)      | N                       | C                       | 10                | 11                | 13                | 15                | 3,704,346         | 33                | 32                | 4,710,917         | 25                | Eliminado         | Eliminado         | Eliminado         | 25                |
| firefly (萦火丛传媒)                                        | Xu Xinchi / Nemo (徐新驰)           | N                       | C                       | 17                | 16                | 12                | 12                | 4,892,320         | 16                | 14                | 7,712,046         | 16                | 3,384,772         |                   |                   |                   |
| NUCLEAR FIRE MEDIA (火核传媒)                               | Xiong Yiwen / Kuma (熊艺文)         | B                       | C                       | 66                | 85                | 67                | 62                | 849,427           | Eliminado         | Eliminado         | Eliminado         | Eliminado         | Eliminado         | Eliminado         | Eliminado         | 62                |
| NUCLEAR FIRE MEDIA (火核传媒)                               | Zhan Zhan / J-jin (湛展)            | C                       | C                       | 106               | 117               | 109               | Eliminado         | Eliminado         | Eliminado         | Eliminado         | Eliminado         | Eliminado         | Eliminado         | Eliminado         | Eliminado         | 64 - 118          |
| NUCLEAR FIRE MEDIA (火核传媒)                               | Liu Fenglei / Leo (刘峰磊)          | N                       | N                       | 86                | 105               | 86                | Eliminado         | Eliminado         | Eliminado         | Eliminado         | Eliminado         | Eliminado         | Eliminado         | Eliminado         | Eliminado         | 64 - 118          |
| Original Plan (原际画)                                      | Sun Yihang (孙亦航)                 | B                       | A                       | 5                 | 7                 | 7                 | 7                 | 8,477,428         | 4                 | 3                 | 13,112,284        | 7                 | 4,215,269         |                   |                   |                   |
| Original Plan (原际画)                                      | Yang Yangyang (杨阳洋)              | N                       | C                       | 33                | 50                | 71                | Eliminado         | Eliminado         | Eliminado         | Eliminado         | Eliminado         | Eliminado         | Eliminado         | Eliminado         | Eliminado         | 64 - 118          |
| Qin's Entertainment (坤音娱乐)                              | Liu Xin / LilStar (刘欣)            | N                       | B                       | 52                | 78                | 94                | 61                | 902,540           | Eliminado         | Eliminado         | Eliminado         | Eliminado         | Eliminado         | Eliminado         | Eliminado         | 61                |
| Qin's Entertainment (坤音娱乐)                              | Yang Tao / TAOO (杨淘)              | N                       | N                       | 45                | 57                | 76                | Eliminado         | Eliminado         | Eliminado         | Eliminado         | Eliminado         | Eliminado         | Eliminado         | Eliminado         | Eliminado         | 64 - 118          |
| Qin's Entertainment (坤音娱乐)                              | Lin Yiming / LIN (麟壹铭)           | C                       | N                       | 78                | 74                | 80                | Eliminado         | Eliminado         | Eliminado         | Eliminado         | Eliminado         | Eliminado         | Eliminado         | Eliminado         | Eliminado         | 64 - 118          |
| Qin's Entertainment (坤音娱乐)                              | Feng Chen Sinan / Merman (冯陈思楠) | B                       | B                       | 82                | 75                | 89                | 63                | 844,862           | Eliminado         | Eliminado         | Eliminado         | Eliminado         | Eliminado         | Eliminado         | Eliminado         | 63                |
| Qin's Entertainment (坤音娱乐)                              | Ma Sihan / SAI (马思涵)             | C                       | C                       | 64                | 73                | 78                | Eliminado         | Eliminado         | Eliminado         | Eliminado         | Eliminado         | Eliminado         | Eliminado         | Eliminado         | Eliminado         | 64 - 118          |
| RE MEDIA (冉翼文化)                                         | Deng Xiaoci / Jerome.D (邓孝慈)     | N                       | N                       | 12                | 8                 | 9                 | 9                 | 5,794,392         | 38                | 29                | 4,938,338         | 11                | 3,586,144         |                   |                   |                   |
| R-Star (锐策娱乐)                                           | Qiu Danfeng / Chuk (邱丹枫)         | N                       | C                       | 16                | 22                | 23                | 29                | 1,908,941         | 37                | 35                | 4,323,440         | 33                | Eliminado         | Eliminado         | Eliminado         | 33                |
| SY MUSIC & ENTERTAINMENT Co., Ltd. (韶愔音乐娱乐)           | Chen Xuanxiao (陈泫孝)              | N                       | N                       | 73                | 81                | 95                | Eliminado         | Eliminado         | Eliminado         | Eliminado         | Eliminado         | Eliminado         | Eliminado         | Eliminado         | Eliminado         | 64 - 118          |
| SHENGSHIGUANGNIAN (盛世光年)                                | Yang Haoming (杨昊铭)               | B                       | B                       | 21                | 26                | 27                | 34                | 1,801,582         | 36                | 28                | 4,975,631         | 19                | 3,265,976         |                   |                   |                   |
| SHOWCITYTIMES (少城时代)                                    | Tang Jiaqi / Andy (唐嘉齐)          | B                       | B                       | 105               | 62                | 49                | Eliminado         | Eliminado         | Eliminado         | Eliminado         | Eliminado         | Eliminado         | Eliminado         | Eliminado         | Eliminado         | 64 - 118          |
| SHOWCITYTIMES (少城时代)                                    | Bai Ding / Dow (白丁)               | B                       | N                       | 70                | 40                | 32                | 39                | 1,535,907         | 48                | 48                | Eliminado         | Eliminado         | Eliminado         | Eliminado         | Eliminado         | 48                |
| SHOWCITYTIMES (少城时代)                                    | Chen Junyu / Jaydon (陈俊宇)        | B                       | B                       | 58                | 52                | 40                | 53                | 1,023,334         | 44                | 38                | 3,534,955         | Eliminado         | Eliminado         | Eliminado         | Eliminado         | 38                |
| SHOWCITYTIMES (少城时代)                                    | Xuan Hao / Swen (宣淏)              | C                       | C                       | 102               | 77                | 62                | Eliminado         | Eliminado         | Eliminado         | Eliminado         | Eliminado         | Eliminado         | Eliminado         | Eliminado         | Eliminado         | 64 - 118          |
| SJ. (庶吉影视)                                              | Xu Zhuolun / Casper (许卓伦)        | C                       | C                       | 77                | 61                | 50                | 52                | 1,027,740         | 53                | 53                | Eliminado         | Eliminado         | Eliminado         | Eliminado         | Eliminado         | 53                |
| Beijing simply joy culture development Co., Ltd. (简单快乐) | Ailizati (艾力扎提)                 | C                       | C                       | 54                | 47                | 55                | 59                | 940,993           | 35                | 43                | Eliminado         | Eliminado         | Eliminado         | Eliminado         | Eliminado         | 43                |
| Beijing simply joy culture development Co., Ltd. (简单快乐) | Li Yuan / Russell (李远)            | N                       | N                       | 79                | 94                | 97                | Eliminado         | Eliminado         | Eliminado         | Eliminado         | Eliminado         | Eliminado         | Eliminado         | Eliminado         | Eliminado         | 64 - 118          |
| Sony Music Labels Inc. (日本索尼音乐)                       | Yuta Hashimoto / Yuta (桥本裕太)    | C                       | B                       | 53                | 43                | 42                | 51                | 1,038,409         | 27                | 22                | 6,273,772         | 26                | Eliminado         | Eliminado         | Eliminado         | 26                |
| Guang Pu Yu Le (光谱娱乐)                                   | Xu Bin (徐滨)                       | N                       | N                       | 81                | 64                | 92                | Eliminado         | Eliminado         | Eliminado         | Eliminado         | Eliminado         | Eliminado         | Eliminado         | Eliminado         | Eliminado         | 64 - 118          |
| STAR MASTER (匠星娱乐)                                      | Ke’er Lijun / Keerlijun (苛尔力钧)  | B                       | B                       | 87                | 93                | 36                | 40                | 1,357,317         | 46                | 46                | Eliminado         | Eliminado         | Eliminado         | Eliminado         | Eliminado         | 46                |
| STAR MASTER (匠星娱乐)                                      | Mu Sen / Tim (木森)                 | C                       | C                       | 85                | 87                | 93                | Eliminado         | Eliminado         | Eliminado         | Eliminado         | Eliminado         | Eliminado         | Eliminado         | Eliminado         | Eliminado         | 64 - 118          |
| STAR MASTER (匠星娱乐)                                      | Shi Shang (时尚)                    | B                       | B                       | 111               | 106               | 103               | Eliminado         | Eliminado         | Eliminado         | Eliminado         | Eliminado         | Eliminado         | Eliminado         | Eliminado         | Eliminado         | 64 - 118          |
| STAR MASTER (匠星娱乐)                                      | Zhe Ye / Ken (哲野)                 | B                       | B                       | 100               | 108               | 90                | Eliminado         | Eliminado         | Eliminado         | Eliminado         | Eliminado         | Eliminado         | Eliminado         | Eliminado         | Eliminado         | 64 - 118          |
| STF                                                         | Cai Feiyang (蔡飞扬)                | C                       | C                       | 59                | 97                | 107               | Eliminado         | Eliminado         | Eliminado         | Eliminado         | Eliminado         | Eliminado         | Eliminado         | Eliminado         | Eliminado         | 64 - 118          |
| STF                                                         | Huang Jianxi / Ebon (黄鉴曦)        | C                       | C                       | 69                | 99                | 110               | Eliminado         | Eliminado         | Eliminado         | Eliminado         | Eliminado         | Eliminado         | Eliminado         | Eliminado         | Eliminado         | 64 - 118          |
| STF                                                         | Fang Zheng (方政)                   | C                       | B                       | 113               | 112               | 83                | Eliminado         | Eliminado         | Eliminado         | Eliminado         | Eliminado         | Eliminado         | Eliminado         | Eliminado         | Eliminado         | 64 - 118          |
| STF                                                         | Wang Linkai / Jason. K (王琳凯)     | C                       | B                       | 41                | 65                | 69                | 60                | 922,394           | 59                | 56                | Eliminado         | Eliminado         | Eliminado         | Eliminado         | Eliminado         | 56                |
| STF                                                         | Yang Zhixiang / The Dream (杨智翔)  | B                       | A                       | 117               | 90                | 91                | Eliminado         | Eliminado         | Eliminado         | Eliminado         | Eliminado         | Eliminado         | Eliminado         | Eliminado         | Eliminado         | 64 - 118          |
| Super Idol (超级爱豆)                                       | Huang He / River. (黄河)            | C                       | B                       | 96                | 100               | 84                | Eliminado         | Eliminado         | Eliminado         | Eliminado         | Eliminado         | Eliminado         | Eliminado         | Eliminado         | Eliminado         | 64 - 118          |
| Super Idol (超级爱豆)                                       | Li Haolin / Tommy (李昊霖)          | C                       | B                       | 92                | 111               | 87                | Eliminado         | Eliminado         | Eliminado         | Eliminado         | Eliminado         | Eliminado         | Eliminado         | Eliminado         | Eliminado         | 64 - 118          |
| TAOXIUGUANGYING (淘秀光影)                                  | Niu Zaizai (牛在在)                 | N                       | N                       | 22                | 29                | 30                | 42                | 1,282,077         | 47                | 47                | Eliminado         | Eliminado         | Eliminado         | Eliminado         | Eliminado         | 47                |
| HESONG ENTERTAINMENT                                        | Shi Qi / Chase Lee (十七)           | B                       | C                       | 14                | 10                | 10                | 10                | 5,784,055         | 25                | 15                | 7,172,450         | 9                 | 3,808,876         |                   |                   |                   |
| TIANMAXINGHE (天马星河)                                     | Du Tianyu / Jacky (杜天宇)          | N                       | C                       | 61                | 46                | 29                | 36                | 1,689,609         | 21                | 26                | 5,527,283         | 13                | 3,548,949         |                   |                   |                   |
| Times Fengjun Entertainment (时代峰峻)                      | Li Junhao / Rimiko (李俊濠)         | C                       | B                       | 1                 | 2                 | 2                 | 4                 | 12,576,105        | 11                | 11                | 8,486,765         | 15                | 3,385,082         |                   |                   |                   |
| Beijing Why Entertainment Co., Ltd. (未禾娱乐)              | Zhong Zhuorong / Jeremy (钟卓融)    | C                       | N                       | 99                | 91                | 99                | Eliminado         | Eliminado         | Eliminado         | Eliminado         | Eliminado         | Eliminado         | Eliminado         | Eliminado         | Eliminado         | 64 - 118          |
| YG ENTERTAINMENT BEIJING LIMITED (曜星文化)                 | Yi Xuan / KINGSTON (亿轩)           | C                       | C                       | 46                | 38                | 31                | 30                | 1,875,578         | 13                | 12                | 8,428,171         | 30                | Eliminado         | Eliminado         | Eliminado         | 30                |
| YG ENTERTAINMENT BEIJING LIMITED (曜星文化)                 | Chen Jinxin / JAYDEN (陈金鑫)       | B                       | B                       | 76                | 86                | 102               | Eliminado         | Eliminado         | Eliminado         | Eliminado         | Eliminado         | Eliminado         | Eliminado         | Eliminado         | Eliminado         | 64 - 118          |
| GAOYIBAI STUDIO (翼百影视文化)                              | Gao Yibai / Hosky (高一百)          | N                       | N                       | 19                | 32                | 54                | Eliminado         | Eliminado         | Eliminado         | Eliminado         | Eliminado         | Eliminado         | Eliminado         | Eliminado         | Eliminado         | 64 - 118          |
| YC (一澄娱乐)                                               | Liang Hongli / Evaldo (梁弘立)      | N                       | N                       | 37                | 84                | 64                | Eliminado         | Eliminado         | Eliminado         | Eliminado         | Eliminado         | Eliminado         | Eliminado         | Eliminado         | Eliminado         | 64 - 118          |
| TheYoung Entertainment (德漾娱乐)                           | Liang Sen (梁森)                    | A                       | B                       | 6                 | 3                 | 3                 | 2                 | 13,748,557        | 7                 | 8                 | 9,358,521         | 14                | 3,447,402         |                   |                   |                   |
| Beijing Youhug Media Co., Ltd. (耀客传媒)                   | Luo Yizhou (罗一舟)                 | A                       | A                       | 48                | 19                | 16                | 14                | 3,766,773         | 2                 | 2                 | 18,347,358        | 2                 | 10,637,905        |                   |                   |                   |
| Beijing Youhug Media Co., Ltd. (耀客传媒)                   | Chen Jianyu / DeDe (陈建宇)         | C                       | C                       | 35                | 54                | 66                | Eliminado         | Eliminado         | Eliminado         | Eliminado         | Eliminado         | Eliminado         | Eliminado         | Eliminado         | Eliminado         | 64 - 118          |
| Beijing Youhug Media Co., Ltd. (耀客传媒)                   | Jiang Zhihao / Ian (蒋智豪)         | C                       | C                       | 98                | 107               | 114               | Eliminado         | Eliminado         | Eliminado         | Eliminado         | Eliminado         | Eliminado         | Eliminado         | Eliminado         | Eliminado         | 64 - 118          |
| Beijing Youhug Media Co., Ltd. (耀客传媒)                   | Kong Xiangchi / KK (孔祥池)         | C                       | C                       | 107               | 109               | 105               | Eliminado         | Eliminado         | Eliminado         | Eliminado         | Eliminado         | Eliminado         | Eliminado         | Eliminado         | Eliminado         | 64 - 118          |
| YI HUA ENTERTAINMENT (壹华娱乐)                             | Tang Jiuzhou / JOJO (唐九洲)        | N                       | N                       | 3                 | 5                 | 5                 | 5                 | 11,930,095        | 5                 | 5                 | 11,129,769        | 4                 | 5,318,850         |                   |                   |                   |
| YI HUA ENTERTAINMENT (壹华娱乐)                             | Liu Qi (刘琦)                       | C                       | C                       | 97                | 76                | 52                | Eliminado         | Eliminado         | Eliminado         | Eliminado         | Eliminado         | Eliminado         | Eliminado         | Eliminado         | Eliminado         | 64 - 118          |
| YI HUA ENTERTAINMENT (壹华娱乐)                             | Zhang Jingyun (张景昀)              | C                       | C                       | 51                | 68                | 70                | Eliminado         | Eliminado         | Eliminado         | Eliminado         | Eliminado         | Eliminado         | Eliminado         | Eliminado         | Eliminado         | 64 - 118          |

### Top 9
| # | Episódio 2                   | Episódio 4                      | Episódio 6                      | Episódio 10                     | Episódio 12                    | Episódio 16                    | Episódio 20                    | Episódio 23 |
| - | ---------------------------- | ------------------------------- | ------------------------------- | ------------------------------- | ------------------------------ | ------------------------------ | ------------------------------ | ----------- |
| 1 | Li Junhao / Rimiko (李俊濠)  | Yu Jingtian / Tony (余景天)     | Yu Jingtian / Tony (余景天)     | Yu Jingtian / Tony (余景天)     | Yu Jingtian / Tony (余景天)    | Yu Jingtian / Tony (余景天)    | Yu Jingtian / Tony (余景天)    |             |
| 2 | Yu Jingtian / Tony (余景天)  | Li Junhao / Rimiko (李俊濠)     | Li Junhao / Rimiko (李俊濠)     | Liang Sen (梁森)                | Luo Yizhou (罗一舟)            | Luo Yizhou (罗一舟)            | Luo Yizhou (罗一舟)            |             |
| 3 | Tang Jiuzhou / JOJO (唐九洲) | Liang Sen (梁森)                | Liang Sen (梁森)                | Lian Huaiwei (连淮伟)           | Lian Huaiwei (连淮伟)          | Sun Yihang (孙亦航)            | Lian Huaiwei (连淮伟)          |             |
| 4 | Lian Huaiwei (连淮伟)        | Wei Hongyu (魏宏宇)             | Wei Hongyu (魏宏宇)             | Li Junhao / Rimiko (李俊濠)     | Sun Yihang (孙亦航)            | Lian Huaiwei (连淮伟)          | Tang Jiuzhou / JOJO (唐九洲)   |             |
| 5 | Sun Yihang (孙亦航)          | Tang Jiuzhou / JOJO (唐九洲)    | Tang Jiuzhou / JOJO (唐九洲)    | Tang Jiuzhou / JOJO (唐九洲)    | Tang Jiuzhou / JOJO (唐九洲)   | Tang Jiuzhou / JOJO (唐九洲)   | Sun Yinghao / Kachine (孙滢皓) |             |
| 6 | Liang Sen (梁森)             | Lian Huaiwei (连淮伟)           | Lian Huaiwei (连淮伟)           | Wei Hongyu (魏宏宇)             | Sun Yinghao / Kachine (孙滢皓) | Sun Yinghao / Kachine (孙滢皓) | Liu Guanyou / Neil (刘冠佑)    |             |
| 7 | Liu Jun (刘隽)               | Sun Yihang (孙亦航)             | Sun Yihang (孙亦航)             | Sun Yihang (孙亦航)             | Liang Sen (梁森)               | Duan Xingxing / X (段星星)     | Sun Yihang (孙亦航)            |             |
| 8 | Jiang Jingzuo (姜京佐)       | Deng Xiaoci / Jerome.D (邓孝慈) | Liu Jun (刘隽)                  | Liu Jun (刘隽)                  | Liu Jun (刘隽)                 | Liang Sen (梁森)               | Duan Xingxing / X (段星星)     |             |
| 9 | IKELILI (艾克里里)           | Liu Jun (刘隽)                  | Deng Xiaoci / Jerome.D (邓孝慈) | Deng Xiaoci / Jerome.D (邓孝慈) | Chang Huasen / Waston (常华森) | Liu Jun (刘隽)                 | Shi Qi / Chase Lee (十七)      |             |

## Missões

### Missão 1: Avaliação de posição
Legenda
- Vencedor
- Líder
- Center
- Líder & Center

| Posição | Classe | Música                                            | Artista original   | Nome             | Classificação dentro do grupo | Classificação por posição | Classificação geral |
| ------- | ------ | ------------------------------------------------- | ------------------ | ---------------- | ----------------------------- | ------------------------- | ------------------- |
| Dança   | ABC    | New Creature (新物种)                             | Li Yuchun          | Liu Jun          | 1                             | 3                         | 13                  |
| Dança   | ABC    | New Creature (新物种)                             | Li Yuchun          | Yi Xuan          | 5                             | 21                        | 59                  |
| Dança   | ABC    | New Creature (新物种)                             | Li Yuchun          | Sun Yinghao      | 2                             | 9                         | 24                  |
| Dança   | ABC    | New Creature (新物种)                             | Li Yuchun          | Jiang Jingzuo    | 5                             | 21                        | 59                  |
| Dança   | ABC    | New Creature (新物种)                             | Li Yuchun          | Wang Nanjun      | 3                             | 17                        | 50                  |
| Dança   | ABC    | New Creature (新物种)                             | Li Yuchun          | Ying Chenxi      | 7                             | 39                        | 111                 |
| Dança   | ABC    | New Creature (新物种)                             | Li Yuchun          | Lin Yiming       | 3                             | 17                        | 50                  |
| Dança   | ABC    | Kick It (英雄)                                    | NCT 127            | Yu Jingtian      | 2                             | 2                         | 11                  |
| Dança   | ABC    | Kick It (英雄)                                    | NCT 127            | Luo Yizhou       | 1                             | 1                         | 9                   |
| Dança   | ABC    | Kick It (英雄)                                    | NCT 127            | Zhong Junyi      | 4                             | 33                        | 98                  |
| Dança   | ABC    | Kick It (英雄)                                    | NCT 127            | Wan Yuchen       | 4                             | 33                        | 98                  |
| Dança   | ABC    | Kick It (英雄)                                    | NCT 127            | Kong Xiangchi    | 7                             | 43                        | 117                 |
| Dança   | ABC    | Kick It (英雄)                                    | NCT 127            | Wang Jiachen     | 4                             | 33                        | 98                  |
| Dança   | ABC    | Kick It (英雄)                                    | NCT 127            | Zhang Jingyun    | 3                             | 21                        | 59                  |
| Dança   | ABC    | Drowned (悬溺)                                    | Ge Dongqi          | Yan Xi           | 3                             | 12                        | 30                  |
| Dança   | ABC    | Drowned (悬溺)                                    | Ge Dongqi          | Bai Lu           | 5                             | 28                        | 79                  |
| Dança   | ABC    | Drowned (悬溺)                                    | Ge Dongqi          | Zhao Minxuan     | 1                             | 10                        | 26                  |
| Dança   | ABC    | Drowned (悬溺)                                    | Ge Dongqi          | Xiong Yiwen      | 4                             | 14                        | 33                  |
| Dança   | ABC    | Drowned (悬溺)                                    | Ge Dongqi          | Aikelili         | 1                             | 10                        | 26                  |
| Dança   | ABC    | Drowned (悬溺)                                    | Ge Dongqi          | Mu Sen           | 5                             | 28                        | 79                  |
| Dança   | ABC    | Drowned (悬溺)                                    | Ge Dongqi          | Xuan Hao         | 7                             | 37                        | 105                 |
| Dança   | ABC    | Sunshine, Rainbow and White Pony (阳光彩虹小白马) | Wowkie Zhang       | Bai Ding         | 4                             | 17                        | 50                  |
| Dança   | ABC    | Sunshine, Rainbow and White Pony (阳光彩虹小白马) | Wowkie Zhang       | Chen Dingding    | 5                             | 27                        | 76                  |
| Dança   | ABC    | Sunshine, Rainbow and White Pony (阳光彩虹小白马) | Wowkie Zhang       | Duan Xingxing    | 9                             | 43                        | 117                 |
| Dança   | ABC    | Sunshine, Rainbow and White Pony (阳光彩虹小白马) | Wowkie Zhang       | Cao Yu           | 3                             | 14                        | 33                  |
| Dança   | ABC    | Sunshine, Rainbow and White Pony (阳光彩虹小白马) | Wowkie Zhang       | Liu Guanyou      | 2                             | 12                        | 30                  |
| Dança   | ABC    | Sunshine, Rainbow and White Pony (阳光彩虹小白马) | Wowkie Zhang       | Huang Jiaxi      | 8                             | 39                        | 111                 |
| Dança   | ABC    | Sunshine, Rainbow and White Pony (阳光彩虹小白马) | Wowkie Zhang       | Lian Huaiwei     | 1                             | 5                         | 15                  |
| Dança   | ABC    | Sunshine, Rainbow and White Pony (阳光彩虹小白马) | Wowkie Zhang       | Shi Qijun        | 7                             | 31                        | 92                  |
| Dança   | ABC    | Sunshine, Rainbow and White Pony (阳光彩虹小白马) | Wowkie Zhang       | Sun Yihang       | 6                             | 28                        | 79                  |
| Dança   | N      | EN... (嗯)                                        | Li Ronghao         | Bao Han          | 7                             | 39                        | 111                 |
| Dança   | N      | EN... (嗯)                                        | Li Ronghao         | Chen Yugeng      | 1                             | 5                         | 15                  |
| Dança   | N      | EN... (嗯)                                        | Li Ronghao         | Gao Yibai        | 6                             | 37                        | 105                 |
| Dança   | N      | EN... (嗯)                                        | Li Ronghao         | Han Jingde       | 3                             | 17                        | 50                  |
| Dança   | N      | EN... (嗯)                                        | Li Ronghao         | Li Yuan          | 5                             | 33                        | 98                  |
| Dança   | N      | EN... (嗯)                                        | Li Ronghao         | Zhang Shauibo    | 2                             | 7                         | 21                  |
| Dança   | N      | EN... (嗯)                                        | Li Ronghao         | Zhao Jinyao      | 4                             | 21                        | 59                  |
| Dança   | N      | The Unknown Me (无人知晓的我)                     | A-Lin              | Chang Huasen     | 1                             | 4                         | 14                  |
| Dança   | N      | The Unknown Me (无人知晓的我)                     | A-Lin              | Yang Zhixiang    | 5                             | 26                        | 67                  |
| Dança   | N      | The Unknown Me (无人知晓的我)                     | A-Lin              | Du Tianyu        | 4                             | 21                        | 59                  |
| Dança   | N      | The Unknown Me (无人知晓的我)                     | A-Lin              | Gong Yixing      | 6                             | 31                        | 92                  |
| Dança   | N      | The Unknown Me (无人知晓的我)                     | A-Lin              | Liu Xin          | 2                             | 7                         | 21                  |
| Dança   | N      | The Unknown Me (无人知晓的我)                     | A-Lin              | Wei Xingcheng    | 3                             | 14                        | 33                  |
| Dança   | N      | The Unknown Me (无人知晓的我)                     | A-Lin              | Yang Haojun      | 7                             | 39                        | 111                 |
| Vocal   | ABC    | Love Exist (爱，存在)                             | Kiki Wei           | Cai Feiyang      | 6                             | 34                        | 98                  |
| Vocal   | ABC    | Love Exist (爱，存在)                             | Kiki Wei           | Jin Jin          | 3                             | 12                        | 39                  |
| Vocal   | ABC    | Love Exist (爱，存在)                             | Kiki Wei           | Cui Yufeng       | 1                             | 3                         | 6                   |
| Vocal   | ABC    | Love Exist (爱，存在)                             | Kiki Wei           | Feng Cheng Sinan | 2                             | 8                         | 26                  |
| Vocal   | ABC    | Love Exist (爱，存在)                             | Kiki Wei           | Hashimoto Yuta   | 4                             | 16                        | 46                  |
| Vocal   | ABC    | Love Exist (爱，存在)                             | Kiki Wei           | Zheng Xingyuan   | 5                             | 26                        | 76                  |
| Vocal   | ABC    | Wings of Love (燕尾蝶)                            | Fish Leong         | Deng Zeming      | 2                             | 10                        | 30                  |
| Vocal   | ABC    | Wings of Love (燕尾蝶)                            | Fish Leong         | Li Tianqi        | 5                             | 29                        | 84                  |
| Vocal   | ABC    | Wings of Love (燕尾蝶)                            | Fish Leong         | Tang Jiaqi       | 6                             | 37                        | 105                 |
| Vocal   | ABC    | Wings of Love (燕尾蝶)                            | Fish Leong         | Xu Zhuolun       | 4                             | 26                        | 76                  |
| Vocal   | ABC    | Wings of Love (燕尾蝶)                            | Fish Leong         | Xu Ziwei         | 1                             | 1                         | 1                   |
| Vocal   | ABC    | Wings of Love (燕尾蝶)                            | Fish Leong         | Yu Yanlong       | 3                             | 19                        | 50                  |
| Vocal   | ABC    | Close To You (天天)                               | David Zee Tao      | Chen Junyu       | 4                             | 16                        | 46                  |
| Vocal   | ABC    | Close To You (天天)                               | David Zee Tao      | Liu Qi           | 1                             | 5                         | 12                  |
| Vocal   | ABC    | Close To You (天天)                               | David Zee Tao      | Shi Shang        | 7                             | 37                        | 105                 |
| Vocal   | ABC    | Close To You (天天)                               | David Zee Tao      | Wei Hongyu       | 6                             | 34                        | 98                  |
| Vocal   | ABC    | Close To You (天天)                               | David Zee Tao      | Yang Haoming     | 2                             | 7                         | 24                  |
| Vocal   | ABC    | Close To You (天天)                               | David Zee Tao      | Zi Yu            | 3                             | 11                        | 37                  |
| Vocal   | ABC    | Close To You (天天)                               | David Zee Tao      | Zhou Zijie       | 5                             | 19                        | 50                  |
| Vocal   | ABC    | Let Me Stay (让我留在你身边)                      | Eason Chan         | Ayu              | 5                             | 22                        | 59                  |
| Vocal   | ABC    | Let Me Stay (让我留在你身边)                      | Eason Chan         | Fang Zheng       | 1                             | 4                         | 8                   |
| Vocal   | ABC    | Let Me Stay (让我留在你身边)                      | Eason Chan         | Li Mingxu        | 7                             | 37                        | 105                 |
| Vocal   | ABC    | Let Me Stay (让我留在你身边)                      | Eason Chan         | Li Qin           | 4                             | 16                        | 46                  |
| Vocal   | ABC    | Let Me Stay (让我留在你身边)                      | Eason Chan         | Ma Sihan         | 3                             | 15                        | 45                  |
| Vocal   | ABC    | Let Me Stay (让我留在你身边)                      | Eason Chan         | QI Ha            | 6                             | 24                        | 67                  |
| Vocal   | ABC    | Let Me Stay (让我留在你身边)                      | Eason Chan         | Zhe Ye           | 2                             | 12                        | 39                  |
| Vocal   | N      | Attracted (心引力)                                | Jolin Tsai, Karry  | He Derui         | 1                             | 2                         | 3                   |
| Vocal   | N      | Attracted (心引力)                                | Jolin Tsai, Karry  | Li Tianyi        | 3                             | 29                        | 84                  |
| Vocal   | N      | Attracted (心引力)                                | Jolin Tsai, Karry  | Qiu Danfeng      | 7                             | 37                        | 105                 |
| Vocal   | N      | Attracted (心引力)                                | Jolin Tsai, Karry  | Tang Jiuzhou     | 2                             | 8                         | 26                  |
| Vocal   | N      | Attracted (心引力)                                | Jolin Tsai, Karry  | Wang Ziao        | 3                             | 29                        | 84                  |
| Vocal   | N      | Attracted (心引力)                                | Jolin Tsai, Karry  | Yang Yangyang    | 5                             | 33                        | 92                  |
| Vocal   | N      | Attracted (心引力)                                | Jolin Tsai, Karry  | Zhou Junyu       | 6                             | 34                        | 98                  |
| Vocal   | N      | Ranie Love (雨爱)                                 | Rainie Yang        | Chen Xuanxiao    | 2                             | 12                        | 39                  |
| Vocal   | N      | Ranie Love (雨爱)                                 | Rainie Yang        | Chen Zilong      | 5                             | 24                        | 67                  |
| Vocal   | N      | Ranie Love (雨爱)                                 | Rainie Yang        | Deng Xiaoci      | 4                             | 22                        | 59                  |
| Vocal   | N      | Ranie Love (雨爱)                                 | Rainie Yang        | Huang Hongming   | 7                             | 29                        | 84                  |
| Vocal   | N      | Ranie Love (雨爱)                                 | Rainie Yang        | Hu Xuanhao       | 1                             | 6                         | 17                  |
| Vocal   | N      | Ranie Love (雨爱)                                 | Rainie Yang        | Liang Hongli     | 3                             | 19                        | 50                  |
| Vocal   | N      | Ranie Love (雨爱)                                 | Rainie Yang        | Yang Tao         | 6                             | 28                        | 79                  |
| Rap     | ABC    | I Dare Say (我敢说)                               | Youth With You 3   | Ailizati         | 2                             | 9                         | 21                  |
| Rap     | ABC    | I Dare Say (我敢说)                               | Youth With You 3   | Li Zichen        | 4                             | 19                        | 67                  |
| Rap     | ABC    | I Dare Say (我敢说)                               | Youth With You 3   | Wang Haoxuan     | 1                             | 4                         | 7                   |
| Rap     | ABC    | I Dare Say (我敢说)                               | Youth With You 3   | Wang Linkai      | 3                             | 12                        | 39                  |
| Rap     | ABC    | I Dare Say (我敢说)                               | Youth With You 3   | Yang Zhixiang    | 4                             | 19                        | 67                  |
| Rap     | ABC    | I Dare Say (我敢说)                               | Youth With You 3   | Zhong Zhuorong   | 6                             | 26                        | 84                  |
| Rap     | ABC    | Unworthy (不值得)                                 | Meng Feixhuan      | Liang Sen        | 2                             | 7                         | 19                  |
| Rap     | ABC    | Unworthy (不值得)                                 | Meng Feixhuan      | Shi Qi           | 3                             | 10                        | 33                  |
| Rap     | ABC    | Unworthy (不值得)                                 | Meng Feixhuan      | Wu Yue           | 5                             | 16                        | 50                  |
| Rap     | ABC    | Unworthy (不值得)                                 | Meng Feixhuan      | Yang Yuehuan     | 4                             | 12                        | 39                  |
| Rap     | ABC    | Unworthy (不值得)                                 | Meng Feixhuan      | Zhang Siyuan     | 1                             | 6                         | 17                  |
| Rap     | ABC    | You Can't Beat Me (你打不過我吧)                  | Geng Feng Chao Ren | Cao Yuxue        | 6                             | 33                        | 111                 |
| Rap     | ABC    | You Can't Beat Me (你打不過我吧)                  | Geng Feng Chao Ren | Fu Xueyan        | 5                             | 26                        | 84                  |
| Rap     | ABC    | You Can't Beat Me (你打不過我吧)                  | Geng Feng Chao Ren | Han Ruize        | 4                             | 25                        | 79                  |
| Rap     | ABC    | You Can't Beat Me (你打不過我吧)                  | Geng Feng Chao Ren | Keer Lijun       | 1                             | 3                         | 5                   |
| Rap     | ABC    | You Can't Beat Me (你打不過我吧)                  | Geng Feng Chao Ren | Ka Si            | 3                             | 15                        | 46                  |
| Rap     | ABC    | You Can't Beat Me (你打不過我吧)                  | Geng Feng Chao Ren | Li Junhao        | 2                             | 12                        | 39                  |
| Rap     | ABC    | Undefeatable (无敌)                               | Deng Chao          | Zhan Zhan        | 5                             | 26                        | 84                  |
| Rap     | ABC    | Undefeatable (无敌)                               | Deng Chao          | Huang He         | 1                             | 5                         | 10                  |
| Rap     | ABC    | Undefeatable (无敌)                               | Deng Chao          | Li Shuo          | 4                             | 18                        | 59                  |
| Rap     | ABC    | Undefeatable (无敌)                               | Deng Chao          | Chen Jianyu      | 6                             | 30                        | 92                  |
| Rap     | ABC    | Undefeatable (无敌)                               | Deng Chao          | Li Haolin        | 2                             | 8                         | 20                  |
| Rap     | ABC    | Undefeatable (无敌)                               | Deng Chao          | Jiang Zhihao     | 3                             | 16                        | 50                  |
| Rap     | N      | Love Is About Doubting (爱是怀疑)                 | Eason Chan         | Aierfajin        | 4                             | 26                        | 84                  |
| Rap     | N      | Love Is About Doubting (爱是怀疑)                 | Eason Chan         | Chen Junhao      | 1                             | 1                         | 2                   |
| Rap     | N      | Love Is About Doubting (爱是怀疑)                 | Eason Chan         | Ke Er            | 6                             | 33                        | 111                 |
| Rap     | N      | Love Is About Doubting (爱是怀疑)                 | Eason Chan         | Liu Fenglei      | 5                             | 30                        | 92                  |
| Rap     | N      | Love Is About Doubting (爱是怀疑)                 | Eason Chan         | Liu Junwu        | 2                             | 19                        | 67                  |
| Rap     | N      | Love Is About Doubting (爱是怀疑)                 | Eason Chan         | Xu Bin           | 2                             | 19                        | 67                  |
| Rap     | N      | Can't Help But Love (不得不爱)                    | Will Pan, Stringer | Niu Zaizai       | 2                             | 11                        | 37                  |
| Rap     | N      | Can't Help But Love (不得不爱)                    | Will Pan, Stringer | Shi An           | 5                             | 30                        | 92                  |
| Rap     | N      | Can't Help But Love (不得不爱)                    | Will Pan, Stringer | Xiao He          | 3                             | 19                        | 67                  |
| Rap     | N      | Can't Help But Love (不得不爱)                    | Will Pan, Stringer | Xu Xinchi        | 1                             | 2                         | 3                   |
| Rap     | N      | Can't Help But Love (不得不爱)                    | Will Pan, Stringer | Yang Boni        | 6                             | 35                        | 117                 |
| Rap     | N      | Can't Help But Love (不得不爱)                    | Will Pan, Stringer | Zhong Fulin      | 3                             | 19                        | 67                  |

| Classificação de 'Avaliação de posição' (Somente Dança) | Classificação de 'Avaliação de posição' (Somente Dança) | Classificação de 'Avaliação de posição' (Somente Dança) |
| Nome                                                    | Classificação                                           | Número de votos                                         |
| ------------------------------------------------------- | ------------------------------------------------------- | ------------------------------------------------------- |
| Liu Jun                                                 | 1                                                       | 20032                                                   |
| Sun Yinghao                                             | 2                                                       | 10019                                                   |
| Lin Yiming                                              | 3                                                       | 10011                                                   |
| Wang Nanjun                                             | 3                                                       | 10011                                                   |
| Jiang Jingzuo                                           | 5                                                       | 10010                                                   |
| Yi Xuan                                                 | 5                                                       | 10010                                                   |
| Ying Chenxi                                             | 7                                                       | 10001                                                   |
| Luo Yizhou                                              | 8                                                       | 3037                                                    |
| Yu Jingtian                                             | 9                                                       | 3035                                                    |
| Zhang Jingyun                                           | 10                                                      | 3010                                                    |
| Wan Yuchen                                              | 11                                                      | 3003                                                    |
| Wang Jiachen                                            | 11                                                      | 3003                                                    |
| Zhong Junyi                                             | 11                                                      | 3003                                                    |
| Kong Xiangchi                                           | 14                                                      | 3000                                                    |
| Chang Huasen                                            | 15                                                      | 31                                                      |
| Chen Yugeng                                             | 16                                                      | 27                                                      |
| Lian Huaiwei                                            | 16                                                      | 27                                                      |
| Liu Xin                                                 | 18                                                      | 20                                                      |
| Zhang Shuaibo                                           | 18                                                      | 20                                                      |
| IKELILI                                                 | 20                                                      | 18                                                      |
| Zhao Mingxuan                                           | 20                                                      | 18                                                      |
| Liu Guanyou                                             | 22                                                      | 17                                                      |
| Yan Xi                                                  | 22                                                      | 17                                                      |
| Cao Yu                                                  | 24                                                      | 16                                                      |
| Wei Xingcheng                                           | 24                                                      | 16                                                      |
| Xiong Yiwen                                             | 24                                                      | 16                                                      |
| Bai Ding                                                | 27                                                      | 11                                                      |
| Han Jingde                                              | 27                                                      | 11                                                      |
| Du Tianyu                                               | 29                                                      | 10                                                      |
| Zhao Jinyao                                             | 29                                                      | 10                                                      |
| Cao Zijun                                               | 31                                                      | 8                                                       |
| Chen Dingding                                           | 32                                                      | 7                                                       |
| Bai Lu                                                  | 33                                                      | 6                                                       |
| Mu Sen                                                  | 33                                                      | 6                                                       |
| Sun Yihang                                              | 33                                                      | 6                                                       |
| Gong Yixing                                             | 36                                                      | 4                                                       |
| Shi Qijun                                               | 36                                                      | 4                                                       |
| Li Yuan                                                 | 38                                                      | 3                                                       |
| Gao Yibai                                               | 39                                                      | 2                                                       |
| Xuan Hao                                                | 39                                                      | 2                                                       |
| Bao Han                                                 | 41                                                      | 1                                                       |
| Huang Jianxi                                            | 41                                                      | 1                                                       |
| Yang Haojun                                             | 41                                                      | 1                                                       |
| Duan Xingxing                                           | 44                                                      | 0                                                       |

| Classificação de 'Avaliação de posição' (Somente Vocal) | Classificação de 'Avaliação de posição' (Somente Vocal) | Classificação de 'Avaliação de posição' (Somente Vocal) |
| Nome                                                    | Classificação                                           | Número de votos                                         |
| ------------------------------------------------------- | ------------------------------------------------------- | ------------------------------------------------------- |
| Xu Ziwei                                                | 1                                                       | 20055                                                   |
| Fang Zheng                                              | 2                                                       | 20038                                                   |
| Deng Zeming                                             | 3                                                       | 10017                                                   |
| Zhe Ye                                                  | 4                                                       | 10014                                                   |
| Ma Sihan                                                | 5                                                       | 10013                                                   |
| Li Qin                                                  | 6                                                       | 10012                                                   |
| Yu Yanlong                                              | 7                                                       | 10011                                                   |
| Ayu                                                     | 8                                                       | 10010                                                   |
| Qi Ha                                                   | 9                                                       | 10008                                                   |
| Xu Zhuolun                                              | 10                                                      | 10007                                                   |
| Li Tianqi                                               | 11                                                      | 10005                                                   |
| Li Mingxu                                               | 12                                                      | 10002                                                   |
| Tang Jiaqi                                              | 12                                                      | 10002                                                   |
| He Derui                                                | 14                                                      | 48                                                      |
| Cui Yunfeng                                             | 15                                                      | 40                                                      |
| Liu Qi                                                  | 16                                                      | 33                                                      |
| Hu Xuanhao                                              | 17                                                      | 26                                                      |
| Yang Haoming                                            | 18                                                      | 19                                                      |
| Feng Chen Sinan                                         | 19                                                      | 18                                                      |
| Tang Jiuzhou                                            | 19                                                      | 18                                                      |
| Zi Yu                                                   | 21                                                      | 15                                                      |
| Chen Jinxin                                             | 22                                                      | 14                                                      |
| Chen Xuanxiao                                           | 22                                                      | 14                                                      |
| Chen Junyu                                              | 24                                                      | 12                                                      |
| Yuta Hashimoto                                          | 24                                                      | 12                                                      |
| Liang Hongli                                            | 26                                                      | 11                                                      |
| Zhou Zijie                                              | 26                                                      | 11                                                      |
| De Xiaoci                                               | 28                                                      | 10                                                      |
| Chen Zilong                                             | 29                                                      | 8                                                       |
| Zheng Xingyuan                                          | 30                                                      | 7                                                       |
| Yang Tao                                                | 31                                                      | 6                                                       |
| Huang Hongming                                          | 32                                                      | 5                                                       |
| Li Tianyi                                               | 32                                                      | 5                                                       |
| Wang Zi’ao                                              | 32                                                      | 5                                                       |
| Yang Yangyang                                           | 35                                                      | 4                                                       |
| Cai Feiyang                                             | 36                                                      | 3                                                       |
| Wei Hongyu                                              | 36                                                      | 3                                                       |
| Zhou Junyu                                              | 36                                                      | 3                                                       |
| Qiu Danfeng                                             | 39                                                      | 2                                                       |
| Shi Shang                                               | 39                                                      | 2                                                       |

| Classificação de 'Avaliação de posição' (Somente Rap) | Classificação de 'Avaliação de posição' (Somente Rap) | Classificação de 'Avaliação de posição' (Somente Rap) |
| Nome                                                  | Classificação                                         | Número de votos                                       |
| ----------------------------------------------------- | ----------------------------------------------------- | ----------------------------------------------------- |
| Wang Haoxuan                                          | 1                                                     | 20039                                                 |
| Ailizati                                              | 2                                                     | 10020                                                 |
| Wang Linkai                                           | 3                                                     | 10014                                                 |
| Li Zichen                                             | 4                                                     | 10008                                                 |
| Yang Zhixiang                                         | 4                                                     | 10008                                                 |
| Zhong Zhuorong                                        | 6                                                     | 10005                                                 |
| Zhang Siyuan                                          | 7                                                     | 3026                                                  |
| Liang Sen                                             | 8                                                     | 3024                                                  |
| Shi Qi                                                | 9                                                     | 3016                                                  |
| Yang Yuehan                                           | 10                                                    | 3014                                                  |
| Wu Yue                                                | 11                                                    | 3011                                                  |
| Chen Junhao                                           | 12                                                    | 50                                                    |
| Xu Xinchi                                             | 13                                                    | 48                                                    |
| Ke’er Lijun                                           | 14                                                    | 47                                                    |
| Huang He                                              | 15                                                    | 36                                                    |
| Li Haolin                                             | 16                                                    | 23                                                    |
| Niu Zaizai                                            | 17                                                    | 15                                                    |
| Li Junhao                                             | 18                                                    | 14                                                    |
| Ka Si                                                 | 19                                                    | 12                                                    |
| Jiang Zhihao                                          | 20                                                    | 11                                                    |
| Li Shuo                                               | 21                                                    | 10                                                    |
| Liu Junhao                                            | 22                                                    | 8                                                     |
| Xiao He                                               | 22                                                    | 8                                                     |
| Xu Bin                                                | 22                                                    | 8                                                     |
| Zhong Fulin                                           | 22                                                    | 8                                                     |
| Han Ruize                                             | 26                                                    | 6                                                     |
| Aierfajin                                             | 27                                                    | 5                                                     |
| Fu Xueyan                                             | 27                                                    | 5                                                     |
| Zhan Zhan                                             | 27                                                    | 5                                                     |
| Chen Jianyu                                           | 30                                                    | 4                                                     |
| Liu Fenglei                                           | 30                                                    | 4                                                     |
| Shi An                                                | 30                                                    | 4                                                     |
| Cao Yuxue                                             | 33                                                    | 1                                                     |
| Ke Er                                                 | 33                                                    | 1                                                     |
| Yang Boni                                             | 35                                                    | 0                                                     |

### Missão 2: Apresentação autoral
- Vencedor
- Líder
- Center

| Idade | Música                                   | Artista original                     | Nome            | Votos do grupo | Classificação dentro da idade | Classificação geral |
| ----- | ---------------------------------------- | ------------------------------------ | --------------- | -------------- | ----------------------------- | ------------------- |
| 18-19 | Never Get Low (别认怂)                   | Jam Hsiao, Will Pan, Vava, Henry Lau | Ailizati        | 138            | 1                             | 6                   |
| 18-19 | Never Get Low (别认怂)                   | Jam Hsiao, Will Pan, Vava, Henry Lau | Bao Han         | 138            | 1                             | 6                   |
| 18-19 | Never Get Low (别认怂)                   | Jam Hsiao, Will Pan, Vava, Henry Lau | Deng Zeming     | 138            | 1                             | 6                   |
| 18-19 | Never Get Low (别认怂)                   | Jam Hsiao, Will Pan, Vava, Henry Lau | Fang Zheng      | 138            | 1                             | 6                   |
| 18-19 | Never Get Low (别认怂)                   | Jam Hsiao, Will Pan, Vava, Henry Lau | Han Jingde      | 138            | 1                             | 6                   |
| 18-19 | Never Get Low (别认怂)                   | Jam Hsiao, Will Pan, Vava, Henry Lau | Liu Xin         | 138            | 1                             | 6                   |
| 18-19 | Never Get Low (别认怂)                   | Jam Hsiao, Will Pan, Vava, Henry Lau | Shi An          | 138            | 1                             | 6                   |
| 18-19 | Never Get Low (别认怂)                   | Jam Hsiao, Will Pan, Vava, Henry Lau | Sun Yihang      | 138            | 1                             | 6                   |
| 18-19 | Never Get Low (别认怂)                   | Jam Hsiao, Will Pan, Vava, Henry Lau | Xu Xinchi       | 138            | 1                             | 6                   |
| 18-19 | Never Get Low (别认怂)                   | Jam Hsiao, Will Pan, Vava, Henry Lau | Yang Yangyang   | 138            | 1                             | 6                   |
| 18-19 | Never Get Low (别认怂)                   | Jam Hsiao, Will Pan, Vava, Henry Lau | Zhang Shuaibo   | 138            | 1                             | 6                   |
| 18-19 | If It Weren't You (如果不是你)           | You Zhangjing                        | Cao Zijun       | 125            | 2                             | 8                   |
| 18-19 | If It Weren't You (如果不是你)           | You Zhangjing                        | Du Tianyu       | 125            | 2                             | 8                   |
| 18-19 | If It Weren't You (如果不是你)           | You Zhangjing                        | Liu Guanyou     | 125            | 2                             | 8                   |
| 18-19 | If It Weren't You (如果不是你)           | You Zhangjing                        | Shi Qi          | 125            | 2                             | 8                   |
| 18-19 | If It Weren't You (如果不是你)           | You Zhangjing                        | Xu Bin          | 125            | 2                             | 8                   |
| 18-19 | If It Weren't You (如果不是你)           | You Zhangjing                        | Ying Chenxi     | 125            | 2                             | 8                   |
| 18-19 | If It Weren't You (如果不是你)           | You Zhangjing                        | Yang Haojun     | 125            | 2                             | 8                   |
| 18-19 | If It Weren't You (如果不是你)           | You Zhangjing                        | Yu Jingtian     | 125            | 2                             | 8                   |
| 18-19 | If It Weren't You (如果不是你)           | You Zhangjing                        | Zhang Jingyun   | 125            | 2                             | 8                   |
| 18-19 | If It Weren't You (如果不是你)           | You Zhangjing                        | Zhong Junyi     | 125            | 2                             | 8                   |
| 18-19 | If It Weren't You (如果不是你)           | You Zhangjing                        | Zi Yu           | 125            | 2                             | 8                   |
| 20-22 | No Music No Life (无乐不作)              | Van Fan                              | Feng Chen Sinan | 148            | 2                             | 4                   |
| 20-22 | No Music No Life (无乐不作)              | Van Fan                              | Fu Xueyan       | 148            | 2                             | 4                   |
| 20-22 | No Music No Life (无乐不作)              | Van Fan                              | Han Ruize       | 148            | 2                             | 4                   |
| 20-22 | No Music No Life (无乐不作)              | Van Fan                              | Kong Xiangchi   | 148            | 2                             | 4                   |
| 20-22 | No Music No Life (无乐不作)              | Van Fan                              | Luo Yizhou      | 148            | 2                             | 4                   |
| 20-22 | No Music No Life (无乐不作)              | Van Fan                              | Qiu Danfeng     | 148            | 2                             | 4                   |
| 20-22 | No Music No Life (无乐不作)              | Van Fan                              | Tang Jiuzhou    | 148            | 2                             | 4                   |
| 20-22 | No Music No Life (无乐不作)              | Van Fan                              | Wang Jiachen    | 148            | 2                             | 4                   |
| 20-22 | No Music No Life (无乐不作)              | Van Fan                              | Wang Nanjun     | 148            | 2                             | 4                   |
| 20-22 | No Music No Life (无乐不作)              | Van Fan                              | Yi Xuan         | 148            | 2                             | 4                   |
| 20-22 | Feeling So Good (倍儿爽)                 | Wowkie Zhang                         | Bai Ding        | 76             | 5                             | 11                  |
| 20-22 | Feeling So Good (倍儿爽)                 | Wowkie Zhang                         | Huang He        | 76             | 5                             | 11                  |
| 20-22 | Feeling So Good (倍儿爽)                 | Wowkie Zhang                         | Li Haolin       | 76             | 5                             | 11                  |
| 20-22 | Feeling So Good (倍儿爽)                 | Wowkie Zhang                         | Wang Haoxuan    | 76             | 5                             | 11                  |
| 20-22 | Feeling So Good (倍儿爽)                 | Wowkie Zhang                         | Wang Linkai     | 76             | 5                             | 11                  |
| 20-22 | Feeling So Good (倍儿爽)                 | Wowkie Zhang                         | Yu Yanlong      | 76             | 5                             | 11                  |
| 20-22 | Feeling So Good (倍儿爽)                 | Wowkie Zhang                         | Yang Zhixiang   | 76             | 5                             | 11                  |
| 20-22 | Feeling So Good (倍儿爽)                 | Wowkie Zhang                         | Zhong Fulin     | 76             | 5                             | 11                  |
| 20-22 | Feeling So Good (倍儿爽)                 | Wowkie Zhang                         | Zhao Mingxuan   | 76             | 5                             | 11                  |
| 20-22 | Letting Go (解脫)                        | Nicky Lee                            | Chen Yugeng     | 143            | 3                             | 5                   |
| 20-22 | Letting Go (解脫)                        | Nicky Lee                            | Deng Xiaoci     | 143            | 3                             | 5                   |
| 20-22 | Letting Go (解脫)                        | Nicky Lee                            | Gong Yixing     | 143            | 3                             | 5                   |
| 20-22 | Letting Go (解脫)                        | Nicky Lee                            | Huang Jianxi    | 143            | 3                             | 5                   |
| 20-22 | Letting Go (解脫)                        | Nicky Lee                            | Hu Xuanhao      | 143            | 3                             | 5                   |
| 20-22 | Letting Go (解脫)                        | Nicky Lee                            | Liang Hongli    | 143            | 3                             | 5                   |
| 20-22 | Letting Go (解脫)                        | Nicky Lee                            | Lian Huaiwei    | 143            | 3                             | 5                   |
| 20-22 | Letting Go (解脫)                        | Nicky Lee                            | Li Mingxu       | 143            | 3                             | 5                   |
| 20-22 | Letting Go (解脫)                        | Nicky Lee                            | Li Yuan         | 143            | 3                             | 5                   |
| 20-22 | Letting Go (解脫)                        | Nicky Lee                            | Wei Xingcheng   | 143            | 3                             | 5                   |
| 20-22 | Who is The Real MVP (誰是MVP)            | Will Pan                             | Aierfajin       | 102            | 4                             | 10                  |
| 20-22 | Who is The Real MVP (誰是MVP)            | Will Pan                             | Chen Junhao     | 102            | 4                             | 10                  |
| 20-22 | Who is The Real MVP (誰是MVP)            | Will Pan                             | Chen Jinxin     | 102            | 4                             | 10                  |
| 20-22 | Who is The Real MVP (誰是MVP)            | Will Pan                             | Chen Junyu      | 102            | 4                             | 10                  |
| 20-22 | Who is The Real MVP (誰是MVP)            | Will Pan                             | Sun Yinghao     | 102            | 4                             | 10                  |
| 20-22 | Who is The Real MVP (誰是MVP)            | Will Pan                             | Wei Hongyu      | 102            | 4                             | 10                  |
| 20-22 | Who is The Real MVP (誰是MVP)            | Will Pan                             | Wu Yue          | 102            | 4                             | 10                  |
| 20-22 | Who is The Real MVP (誰是MVP)            | Will Pan                             | Wan Yuchen      | 102            | 4                             | 10                  |
| 20-22 | Who is The Real MVP (誰是MVP)            | Will Pan                             | Xu Zhuolun      | 102            | 4                             | 10                  |
| 20-22 | Who is The Real MVP (誰是MVP)            | Will Pan                             | Yang Haoming    | 102            | 4                             | 10                  |
| 20-22 | Where Has The Time Gone (时间都去哪儿了) | Reno Wang (王铮亮)                   | Cai Feiyang     | 169            | 1                             | 1                   |
| 20-22 | Where Has The Time Gone (时间都去哪儿了) | Reno Wang (王铮亮)                   | Chen Jianyu     | 169            | 1                             | 1                   |
| 20-22 | Where Has The Time Gone (时间都去哪儿了) | Reno Wang (王铮亮)                   | Cui Yunfeng     | 169            | 1                             | 1                   |
| 20-22 | Where Has The Time Gone (时间都去哪儿了) | Reno Wang (王铮亮)                   | Liu Fenglei     | 169            | 1                             | 1                   |
| 20-22 | Where Has The Time Gone (时间都去哪儿了) | Reno Wang (王铮亮)                   | Liu Junhao      | 169            | 1                             | 1                   |
| 20-22 | Where Has The Time Gone (时间都去哪儿了) | Reno Wang (王铮亮)                   | Li Tianyi       | 169            | 1                             | 1                   |
| 20-22 | Where Has The Time Gone (时间都去哪儿了) | Reno Wang (王铮亮)                   | Li Zichen       | 169            | 1                             | 1                   |
| 20-22 | Where Has The Time Gone (时间都去哪儿了) | Reno Wang (王铮亮)                   | Tang Jiaqi      | 169            | 1                             | 1                   |
| 20-22 | Where Has The Time Gone (时间都去哪儿了) | Reno Wang (王铮亮)                   | Yang Tao        | 169            | 1                             | 1                   |
| 20-22 | Where Has The Time Gone (时间都去哪儿了) | Reno Wang (王铮亮)                   | Zhao Jinyao     | 169            | 1                             | 1                   |
| 20-22 | Where Has The Time Gone (时间都去哪儿了) | Reno Wang (王铮亮)                   | Zhou Junyu      | 169            | 1                             | 1                   |
| 20-22 | Where Has The Time Gone (时间都去哪儿了) | Reno Wang (王铮亮)                   | Zheng Xingyuan  | 169            | 1                             | 1                   |
| 23-25 | Ximen Youth (西门少年)                   | Li Yuchun                            | Bai Lu          | 110            | 3                             | 9                   |
| 23-25 | Ximen Youth (西门少年)                   | Li Yuchun                            | Chang Huasen    | 110            | 3                             | 9                   |
| 23-25 | Ximen Youth (西门少年)                   | Li Yuchun                            | Gao Yibai       | 110            | 3                             | 9                   |
| 23-25 | Ximen Youth (西门少年)                   | Li Yuchun                            | Ke Er           | 110            | 3                             | 9                   |
| 23-25 | Ximen Youth (西门少年)                   | Li Yuchun                            | Ke’er Lijun     | 110            | 3                             | 9                   |
| 23-25 | Ximen Youth (西门少年)                   | Li Yuchun                            | Li Junhao       | 110            | 3                             | 9                   |
| 23-25 | Ximen Youth (西门少年)                   | Li Yuchun                            | Li Qin          | 110            | 3                             | 9                   |
| 23-25 | Ximen Youth (西门少年)                   | Li Yuchun                            | Li Tianqi       | 110            | 3                             | 9                   |
| 23-25 | Ximen Youth (西门少年)                   | Li Yuchun                            | Ma Sihan        | 110            | 3                             | 9                   |
| 23-25 | Ximen Youth (西门少年)                   | Li Yuchun                            | Niu Zaizai      | 110            | 3                             | 9                   |
| 23-25 | Ximen Youth (西门少年)                   | Li Yuchun                            | Zhe Ye          | 110            | 3                             | 9                   |
| 23-25 | Ximen Youth (西门少年)                   | Li Yuchun                            | Zhou Zijie      | 110            | 3                             | 9                   |
| 23-25 | The Weight of Life (成长之重量)          | Li Ronghao                           | Chen Xuanxiao   | 160            | 1                             | 2                   |
| 23-25 | The Weight of Life (成长之重量)          | Li Ronghao                           | Chen Zilong     | 160            | 1                             | 2                   |
| 23-25 | The Weight of Life (成长之重量)          | Li Ronghao                           | He Derui        | 160            | 1                             | 2                   |
| 23-25 | The Weight of Life (成长之重量)          | Li Ronghao                           | Huang Hongming  | 160            | 1                             | 2                   |
| 23-25 | The Weight of Life (成长之重量)          | Li Ronghao                           | Jiang Jingzuo   | 160            | 1                             | 2                   |
| 23-25 | The Weight of Life (成长之重量)          | Li Ronghao                           | Li Shuo         | 160            | 1                             | 2                   |
| 23-25 | The Weight of Life (成长之重量)          | Li Ronghao                           | Mu Sen          | 160            | 1                             | 2                   |
| 23-25 | The Weight of Life (成长之重量)          | Li Ronghao                           | Qi Ha           | 160            | 1                             | 2                   |
| 23-25 | The Weight of Life (成长之重量)          | Li Ronghao                           | Xiao He         | 160            | 1                             | 2                   |
| 23-25 | The Weight of Life (成长之重量)          | Li Ronghao                           | Xuan Hao        | 160            | 1                             | 2                   |
| 23-25 | The Weight of Life (成长之重量)          | Li Ronghao                           | Xu Ziwei        | 160            | 1                             | 2                   |
| 23-25 | The Weight of Life (成长之重量)          | Li Ronghao                           | Yan Xi          | 160            | 1                             | 2                   |
| 23-25 | Jade (玉)                                | Tai Yi (太一)                        | Cao Yuxue       | 149            | 2                             | 3                   |
| 23-25 | Jade (玉)                                | Tai Yi (太一)                        | Duan Xingxing   | 149            | 2                             | 3                   |
| 23-25 | Jade (玉)                                | Tai Yi (太一)                        | Jiang Zhihao    | 149            | 2                             | 3                   |
| 23-25 | Jade (玉)                                | Tai Yi (太一)                        | Liu Jun         | 149            | 2                             | 3                   |
| 23-25 | Jade (玉)                                | Tai Yi (太一)                        | Liu Qi          | 149            | 2                             | 3                   |
| 23-25 | Jade (玉)                                | Tai Yi (太一)                        | Liang Sen       | 149            | 2                             | 3                   |
| 23-25 | Jade (玉)                                | Tai Yi (太一)                        | Lin Yiming      | 149            | 2                             | 3                   |
| 23-25 | Jade (玉)                                | Tai Yi (太一)                        | Yuta Hashimoto  | 149            | 2                             | 3                   |
| 23-25 | Jade (玉)                                | Tai Yi (太一)                        | Xiong Yiwen     | 149            | 2                             | 3                   |
| 23-25 | Jade (玉)                                | Tai Yi (太一)                        | Yang Yuehan     | 149            | 2                             | 3                   |
| 23-25 | Jade (玉)                                | Tai Yi (太一)                        | Zhan Zhan       | 149            | 2                             | 3                   |
| 23-25 | Jade (玉)                                | Tai Yi (太一)                        | Zhong Zhuorong  | 149            | 2                             | 3                   |
| 26+   | Come Back (救赎)                         | Wang Linkai                          | IKELILI         | 134            | 1                             | 7                   |
| 26+   | Come Back (救赎)                         | Wang Linkai                          | Ayu             | 134            | 1                             | 7                   |
| 26+   | Come Back (救赎)                         | Wang Linkai                          | Chen Dingding   | 134            | 1                             | 7                   |
| 26+   | Come Back (救赎)                         | Wang Linkai                          | Cao Yu          | 134            | 1                             | 7                   |
| 26+   | Come Back (救赎)                         | Wang Linkai                          | Ka Si           | 134            | 1                             | 7                   |
| 26+   | Come Back (救赎)                         | Wang Linkai                          | Shi Qijun       | 134            | 1                             | 7                   |
| 26+   | Come Back (救赎)                         | Wang Linkai                          | Shi Shang       | 134            | 1                             | 7                   |
| 26+   | Come Back (救赎)                         | Wang Linkai                          | Yang Boni       | 134            | 1                             | 7                   |
| 26+   | Come Back (救赎)                         | Wang Linkai                          | Zhang Siyuan    | 134            | 1                             | 7                   |

## Eliminações
Legenda
| Participantes                      | Participantes                      | Participantes                       | Participantes                    | Participantes                    |
| ---------------------------------- | ---------------------------------- | ----------------------------------- | -------------------------------- | -------------------------------- |
| Luo Yizhou (罗一舟)                | Lian Huaiwei (连淮伟)              | Tang Jiuzhou / JOJO (唐九洲)        | Sun Yinghao / Kachine (孙滢皓)   | Liu Guanyou / Neil (刘冠佑)      |
| Sun Yihang (孙亦航)                | Duan Xingxing / X (段星星)         | Shi Qi / Chase Lee (十七)           | Chang Huasen / Waston (常华森)   | Deng Xiaoci / Jerome.D (邓孝慈)  |
| Liu Jun (刘隽)                     | Du Tianyu / Jacky (杜天宇)         | Liang Sen (梁森)                    | Li Junhao / Rimiko (李俊濠)      | Xu Xinchi / Nemo (徐新驰)        |
| Xu Ziwei (徐子未)                  | He Derui (何德瑞)                  | Yang Haoming (杨昊铭)               | Wang Nanjun / Krystian (王南钧)  | Yu Jingtian / Tony (余景天)      |
| Chen Yugeng / Crayon (陈誉庚)      | Jiang Jingzuo (姜京佐)             | Zhang Siyuan / G.G (张思源)         | Deng Zeming / Jeremy (邓泽鸣)    | Chen Junhao / Drcchen (陈俊豪)   |
| Yuta Hashimoto / Yuta (桥本裕太)   | Wang Jiachen (汪佳辰)              | Yan Xi / Liam (彦希)                | Cao Yu / BoogieFish (草鱼)       | Yi Xuan / KINGSTON (亿轩)        |
| Zi Yu (梓渝)                       | Huang Hongming / Alan (黄泓铭)     | Qiu Danfeng / Chuk (邱丹枫)         | Zheng Xingyuan (郑星源)          | Li Qin / Kin (李钦)              |
| Bai Lu (白陆)                      | Wei Hongyu (魏宏宇)                | Chen Junyu / Jaydon (陈俊宇)        | Gong Yixing / Owen (龚毅星)      | Wei Xingcheng / Vic Wei (魏星丞) |
| Wan Yuchen / Yuchoen (万禹辰)      | Cui Yunfeng / Otter (崔云峰)       | Ailizati (艾力扎提)                 | Ke Er / Cole (柯尔)              | Liu Junhao / Kaiden (刘俊昊)     |
| Ke’er Lijun / Keerlijun (苛尔力钧) | Niu Zaizai (牛在在)                | Bai Ding / Dow (白丁)               | Wang Haoxuan / WD (王浩轩)       | IKELILI (艾克里里)               |
| Ayu (阿煜)                         | Chen Dingding / DING (陈鼎鼎)      | Xu Zhuolun / Casper (许卓伦)        | Zhong Junyi / ONE (钟骏一)       | Han Jingde / Hans (韩竞德)       |
| Wang Linkai / Jason. K (王琳凯)    | Li Mingxu (黎明旭)                 | Zhou Zijie (周子杰)                 | Zhao Jinyao / S.Titch (赵瑾尧)   | Han Ruize (韩瑞泽)               |
| Liu Xin / LilStar (刘欣)           | Xiong Yiwen / Kuma (熊艺文)        | Feng Chen Sinan / Merman (冯陈思楠) | Qi Ha / Husky (七哈)             | Xiao He / River (小河)           |
| Tang Jiaqi / Andy (唐嘉齐)         | Liu Qi (刘琦)                      | Shi Qijun / MR.17 (十七君)          | Gao Yibai / Hosky (高一百)       | Ka Si / Cass (卡斯)              |
| Zhong Fulin / Jony (钟福林)        | Cao Zijun / Dream (曹子俊)         | Xuan Hao / Swen (宣淏)              | Liang Hongli / Evaldo (梁弘立)   | Chen Jianyu / DeDe (陈建宇)      |
| Zhang Jingyun (张景昀)             | Yang Yangyang (杨阳洋)             | Aierfajin / Alpha (爱尔法金)        | Li Tianyi (李添翼)               | Yang Tao / TAOO (杨淘)           |
| Ma Sihan / SAI (马思涵)            | Fu Xueyan / Fu (付雪岩)            | Lin Yiming / LIN (麟壹铭)           | Ying Chenxi / Layzon (应晨熙)    | Yu Yanlong (余衍隆)              |
| Fang Zheng (方政)                  | Huang He / River. (黄河)           | Liu Fenglei / Leo (刘峰磊)          | Li Haolin / Tommy (李昊霖)       | Li Shuo / Joker (李硕)           |
| Zhe Ye / Ken (哲野)                | Yang Zhixiang / The Dream (杨智翔) | Xu Bin (徐滨)                       | Mu Sen / Tim (木森)              | Chen Xuanxiao (陈泫孝)           |
| Zhou Junyu / Neil (周峻宇)         | Li Yuan / Russell (李远)           | Yang Yuehan / Johan (杨约翰)        | Zhong Zhuorong / Jeremy (钟卓融) | Zhang Shuaibo (张帅博)           |
| Hu Xuanhao / SoNeX (胡轩豪)        | Chen Jinxin / JAYDEN (陈金鑫)      | Shi Shang (时尚)                    | Bao Han / Kepler (包涵)          | Kong Xiangchi / KK (孔祥池)      |
| Yang Haojun / Lucas (杨皓钧)       | Cai Feiyang (蔡飞扬)               | Wu Yue / May (武悦)                 | Zhan Zhan / J-jin (湛展)         | Huang Jianxi / Ebon (黄鉴曦)     |
| Yang Boni / Bernie (杨泊尼)        | Li Tianqi (李天琪)                 | Chen Zilong (陈子龙)                | Jiang Zhihao / Ian (蒋智豪)      | Cao Yuxue (曹宇雪)               |
| Shi An (时安)                      | Li Zichen / Lion Lee (李子晨)      | Zhao Mingxuan (赵明轩)              | Wang Zi’ao / Hussein (王梓澳)    |                                  |